# Kandanassery
Kandanassery es una ciudad censal situada en el distrito de Thrissur en el estado de Kerala (India). Su población es de 14645 habitantes (2011). Se encuentra a 18 km de Thrissur y a 84 km de Cochín.

## Demografía
Según el censo de 2011 la población de Kandanassery era de 14645 habitantes, de los cuales 6727 eran hombres y 7918 eran mujeres. Kandanassery tiene una tasa media de alfabetización del 96,76%, superior a la media estatal del 94%: la alfabetización masculina es del 98,16%, y la alfabetización femenina del 95,60%.